# HD107340
HD107340 — хімічно пекулярна зоря спектрального класу A2, що має видиму зоряну величину в смузі V приблизно  7,6.
Вона  розташована на відстані близько 468,6 світлових років від Сонця.